# Ancistrus galani
Ancistrus galani es una especie de peces de la familia Loricariidae en el orden de los Siluriformes.

## Morfología
• Los machos pueden llegar alcanzar los 5,6 cm de longitud total.

## Hábita t
Es un pez de agua dulce.

## Distribución geográfica
Se encuentran en Sudamérica: lago Maracaibo (Venezuela ).